# L'Encre du passé

L’Encre du passé est une bande dessinée d'Antoine Bauza (scénario) et Maël (dessin et couleur) publié dans la collection Aire libre de Dupuis en 2009. Il a reçu le prix du jury œcuménique de la bande dessinée en lors du festival d'Angoulême 2010.

## Thème
Dans le Japon médiéval, rencontre entre un calligraphe et une jeune fille douée pour la peinture.

## Éditeurs
- Dupuis, collection « Aire libre », 2009  (ISBN 978-2800143804)

## Récompense
- 2010 : Prix du jury œcuménique de la bande dessinée[1]

### Documentation
- Henri Filippini, « L'Encre du passé : l'âme et la technique », dBD, no 33,‎ juin 2009, p. 79.